# The Animals
The Animals (англ. тварини) — британський рок-гурт. Заснований 1962 року. Первісний склад: Ерік Бердон (вокал), Алан Прайс (клавішні), Гілтон Валентайн (гітара), Чес Чендлер (бас-гітара), Джон Стіл (ударні). Завдяки народній пісні «The House of the Rising Sun» (Дім сонця, що сходить), записаній 1964 року, гурт став популярним по обидві сторони Атлантики.
1994 року гурт був прийнятий у Зал слави рок-н-ролу.

## Дискографія
Британські видання
- 1964 The Animals
- 1965 Animal Tracks
- 1966 The Most Of The Animals
- 1966 Animalisms

Видання США
- 1964 The Animals (Тільки в США)
- 1965 Animals On Tour (Тільки в США)
- 1965 Animal Tracks (Версія США)
- 1966 The Best Of The Animals (Тільки в США)
- 1966 Animalisation (Версія британського «Animalisms»)
- 1966 Animalsism (Тільки в США)

### З Еріком Бердоном
- 1967 Eric Is Here (Тільки в США)
- 1967 The Best Of Eric Burdon And The Animals vol.2 (Тільки в США)
- 1967 Winds Of Change
- 1968 The Twain Shall Meet
- 1968 Every One of Us
- 1968 Love Is
- 1969 The Greatest Hits Of Eric Burdon And The Animals

### Альбоми після поновлення діяльності
- 1976 Before We Were So Rudely Interrupted
- 1983 Ark
- 1984 Rip It to Shreds — Their Greatest Hits Live

### Збірники та інше
- 1965 British Go Go
- 1965 In the Beginning
- 1974 The Animals & Sonny Boy Williamson — In The Night Time Is The Right Time
- 1975 The Animals And Sony Boy Williamson
- 2003 Interesting Life
- 2003 Complete French EP 1964/1967